# Botnsdalur

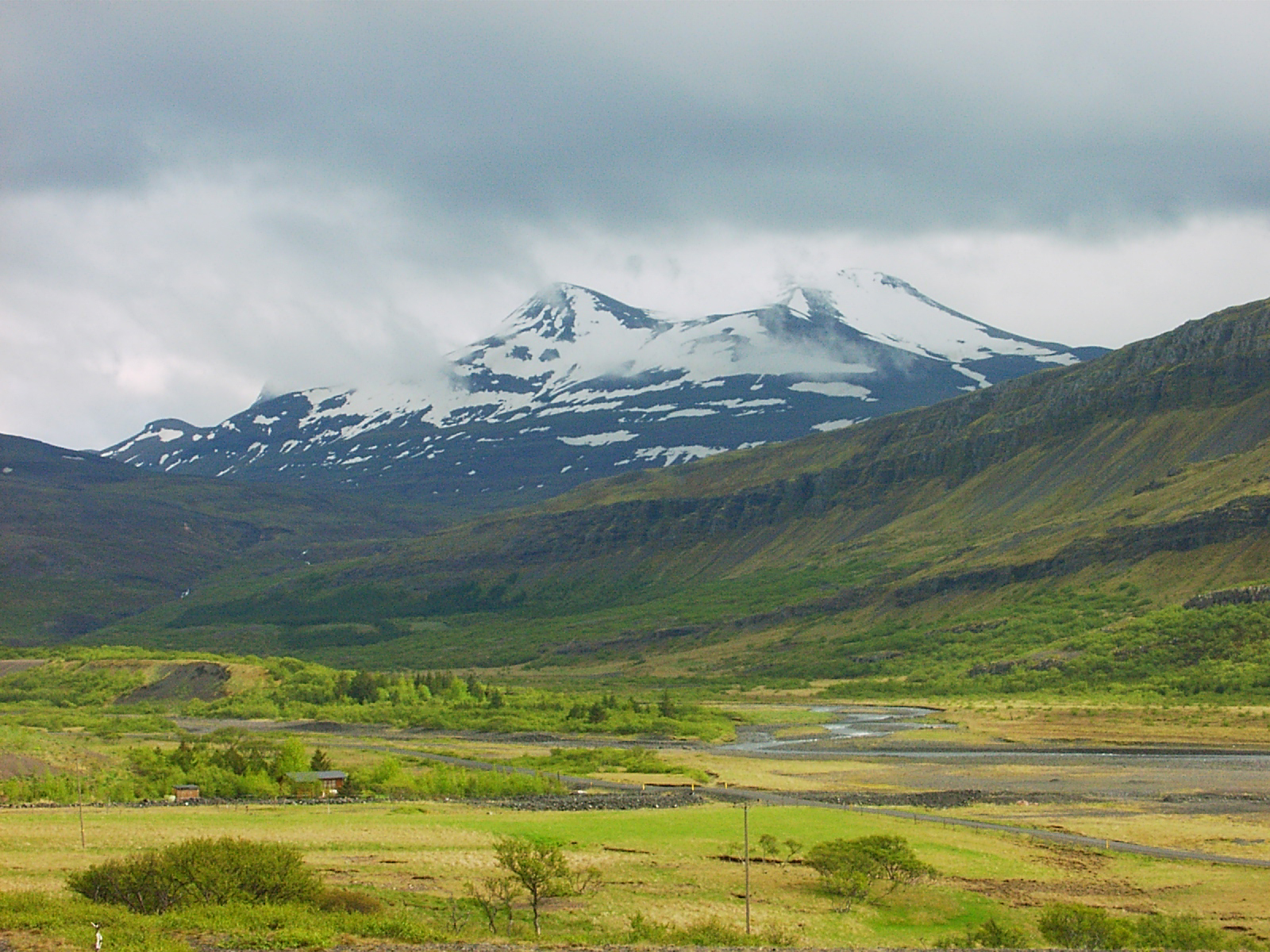
Zicht op Botnsdalur vanaf het Hvalfjörður.

Botnsdalur is een ondiepe vallei aan het einde van het Hvalfjörðurfjord in het westen van IJsland.

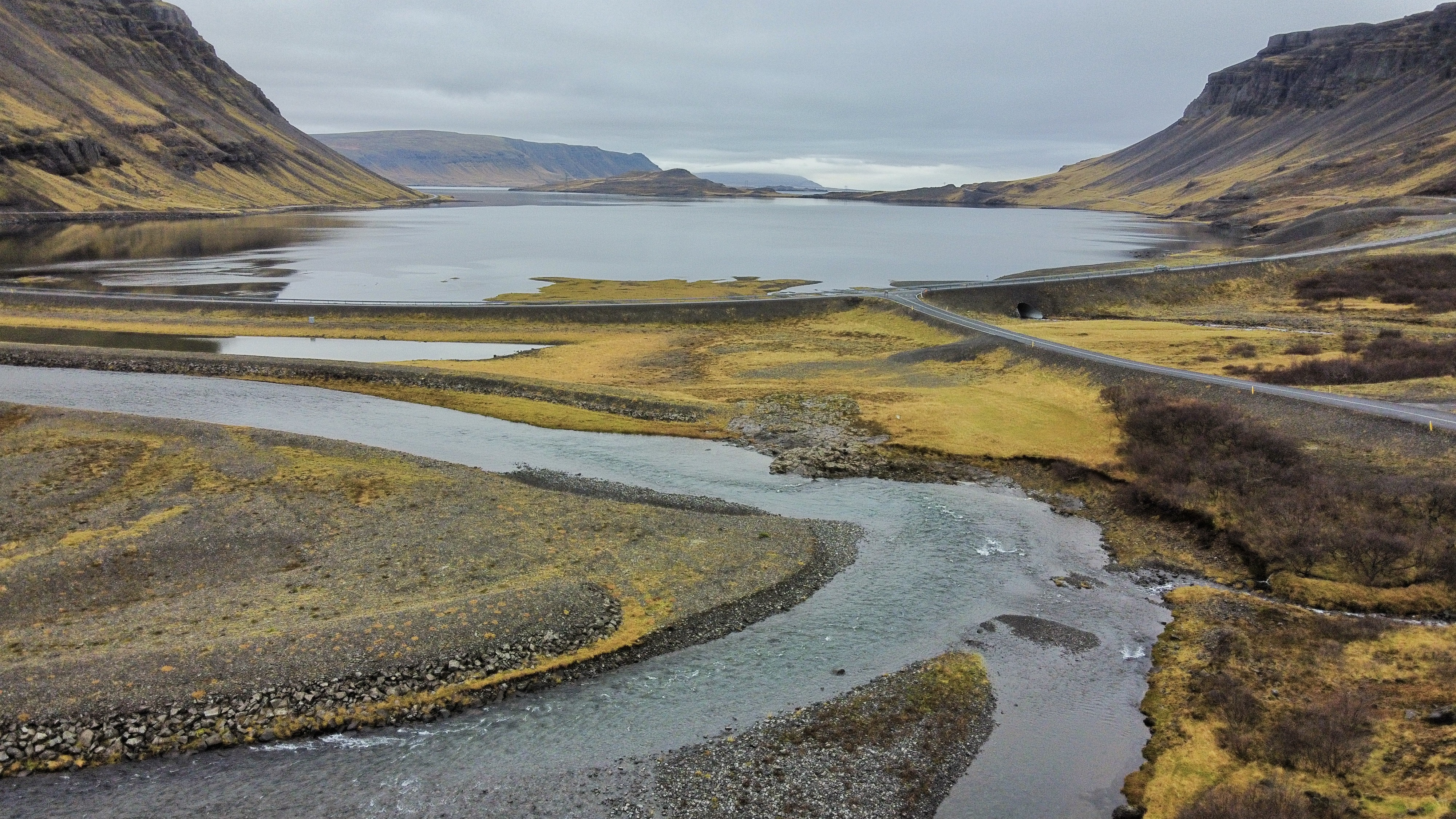
Het einde van Botnsdalur, waar de rivier Botnsá uitmondt in de Hvalfjörður/Botnsvogur

De naam betekent bodem-dal; het is zo genoemd omdat het aan de einde of bodem van de fjord ligt.
De gelijknamige rivier de Botnsá (bodem-aa) stroomt door de vallei. De Botnsá heeft haar oorsprong in het Hvalvatnmeer, en stort zich via de Glymurwaterval in de Botnsdalur neer. Verder is er een klein berkenbos en in de zomer staan er veel bloemen in bloei, vooral orchideeën. Ten zuiden van deze vallei, aan de andere kant van de 391 meter hoge berg Múlafjall, ligt Brynjudalur.